# Conrad Sifer
Conrad Sifer, ou Conrat Seyfer (ou Syfer), né au XVe siècle et mort au XVIe siècle) est un sculpteur et maître d'œuvre allemand.

## Biographie
Conrad Sifer vient de Sinsheim an der Elsenz ; il est possible, qu'il soit un frère de Hans (de) et Lenhart Seyfer (de).
En 1489, Sifer travaille à Sélestat où il conçoit un magnifique jubé avec un escalier en colimaçon pour l'église de Église Saint-Georges de Sélestat ; l'ouvrage est détruit au cours de la Révolution française. En 1490, il s'installe à Strasbourg, où en 1491 il devient citoyen et maître d'œuvre de la cathédrale. Il est peut-être identique au Conrat dem bildhouwer, qui a conçu le Saint-Laurent martyr - également non conservé - au-dessus du portail transversal Est de la cathédrale de Strasbourg, ou au bildhawer Conrat Swop, noté dans un règlement d'incendie de Strasbourg de la fin du XVe siècle.
Selon Julius Baum, une tête sur le Saint-Sépulcre de la cathédrale de Sélestat et deux demi-figures de prophètes de la cathédrale de Strasbourg pourraient être de Conrad Sifer. Selon Halbauer, Conrad Sifer à Strasbourg était principalement occupé à décorer la façade sud du transept ; l'homme au cadran solaire de 1493, par exemple, lui est imputable.
Il pourrait avoir travaillé sur les reliefs en pierre du cloître de la Cathédrale Saint-Pierre de Worms.
Lui sont peut-être imputables des figures du Saint-Sépulcre dans l'église abbatiale Saint-Pierre et Paul à Neuwiller-lès-Saverne  et le tombeau de Ludan de Nordhouse dans l'église Saint-Ludan à Hipsheim
Un crucifix au monastère de Maulbronn avec une date de 1473 et la signature « CVS » lui est également attribué.